# Tyler Rake: Extraction
Tyler Rake: Extraction (Originaltitel: Extraction) ist ein US-amerikanischer Actionfilm aus dem Jahr 2020. Er wurde am 24. April 2020 weltweit über die Streamingplattform Netflix veröffentlicht.

## Handlung
Ovi Mahajan Jr., der Sohn von Indiens größtem Drogenboss Ovi Mahajan Sr., wurde von seinem bangladeschischen Konkurrenten Amir Asif entführt. Er wird in Dhaka gefangen gehalten. Saju, Ovis rechte Hand, erhält den Auftrag, ihn zurückzuholen. Wohlwissend, dass das Kartell nicht genug Geld hat, engagiert er dennoch eine Söldnertruppe um den ehemaligen Angehörigen des Australian Special Air Service Regiment Tyler Rake. Dieser reist nach Dhaka und es gelingt ihm, den Jungen zu befreien.
Doch Saju versucht die „Extraction“ zu verhindern, um selbst den Jungen nach Hause zu bringen. Und so sehen sich Tyler und sein Team zwei Feinden gegenüber: Saju und den Häschern von Asif. Die Übergabe auf einem Schiff wird verhindert und so verstecken sich Tyler und Ovi in der Stadt, die vom Kartell abgeriegelt wurde. Doch Tyler kann niemandem trauen, auch ein Freund verrät ihn. Ovi tötet den Verräter, er ist sichtlich geschockt über seine Tat.
Ein neuer Übergabeort wird vereinbart, doch um diesen zu erreichen, müssen die beiden eine lange Brücke überqueren. Damit ihnen dies gelingen kann, arbeiten sie nun doch mit Saju zusammen. Beim großen Showdown wird zunächst Saju von einem Scharfschützen getötet. Anschließend versucht Tyler, den Jungen zusammen mit Nik Khan, einer der Überlebenden seines Teams, auf die andere Seite zu bringen. Dabei wird auch er scheinbar tödlich getroffen und fällt in den Fluss. Nik bringt den Jungen zurück nach Mumbai, Indien.
Acht Monate später tötet Nik Asif auf einer Herrentoilette in einem Edelrestaurant. Ovi springt vom Dreier eines Swimming Pools, beim Auftauchen sieht er die Silhouette eines Mannes, der Tyler sein könnte.

## Hintergrund
Der Film entstand in Zusammenarbeit mit verschiedenen Personen, die auch am Marvel Cinematic Universe mitwirkten. So spielt Thor-Darsteller Chris Hemsworth nicht nur die Titelrolle, sondern produzierte den Film zusammen mit den beiden Avengers: Endgame-Produzenten Anthony und Joe Russo. Letzterer schrieb auch das Drehbuch. Regie führte wiederum Sam Hargrave, der bei einigen Titeln aus dem MCU für die Spezialeffekte verantwortlich war.
Der Film basiert auf der Comicvorlage Ciudad von Ande Parks, Fernando León Gonzalez, Joe Russo und Anthony Russo aus dem Jahr 2014. Dabei wurden einige Teile der Story umgeschrieben. So handelt es sich bei dem entführten Jugendlichen in der Vorlage um ein Mädchen und in der Vorlage war die Stadt, wie der Titel andeutet, Ciudad del Este in Paraguay. Der Film ist äußerst brutal umgesetzt.
Der Film erreichte kurz nach Veröffentlichung Platz eins der meistgesehenen Inhalte auf Netflix. Bereits kurz nach Veröffentlichung des Films wurde auf eine Fortsetzung spekuliert. Am 25. September 2021 wurde von Chris Hemsworth angekündigt, dass eine Fortsetzung in Vorbereitung ist. Die Dreharbeiten dazu fanden Anfang 2022 unter anderem auf der Donauplatte in Wien statt.

## Synchronisation
Die deutschsprachige Synchronisation entstand nach einem Dialogbuch von Änne Troester und unter der Dialogregie von Olaf Reichmann im Auftrag der FFS Film- & Fernseh-Synchron in Berlin.
| Rolle            | Darsteller          | Synchronsprecher  |
| ---------------- | ------------------- | ----------------- |
| Tyler Rake       | Chris Hemsworth     | Tommy Morgenstern |
| Nik Khan         | Golshifteh Farahani | Sanam Afrashteh   |
| Ovi Mahajan, Jr. | Rudhraksh Jaiswal   | Marco Eßer        |
| Gaspar           | David Harbour       | Peter Flechtner   |
| Sachin           | Shivam Vichare      | Philip Süß        |
| Saju Rav         | Randeep Hooda       | Sascha Rotermund  |

## Rezeption

### Kritiken
Tyler Rake: Extraction wurde von der Kritik gemischt aufgenommen. Insbesondere wurde die fehlende Story kritisiert, die eigentlich nur aus einer Aneinanderreihung von Kampfszenen besteht. Dennis Vetter von der taz resümierte: „Der Film zeigt Liebe zum Detail in seiner wuchtigen Choreografie. Vom Feinsinn, der längst Teil des Actionkinos ist, kann ansonsten nicht die Rede sein. Gedanklich und erzählerisch passiert so wenig, dass der Film den derzeit stockenden Kinobetrieb sicherlich gut gebrauchen kann, um sein Publikum zu finden: ein verbitterter australischer Söldner namens Tyler Rake rettet einen indischen Jungen aus Bangladesch und gerät zwischen die Fronten.“
Björn Becher von Filmstarts lobte dagegen die Actionsequenzen und vergab 3,5 von fünf Sternen: „Die – unnötig – auf fast zwei Stunden aufgeblasene Laufzeit sorgt zwar für den einen oder anderen Hänger, aber auf die folgen dann auch immer wieder verdammt starke Actionszenen.“
Paul Tassi von Forbes dagegen bezeichnete den Film als gut und stellt ihn in eine Reihe mit ähnlichen Titel wie der John-Wick- und der Bourne-Filmreihe.

### Auszeichnungen
Critics’ Choice Super Awards 2021
- Nominierung als Bester Actionfilm
- Nominierung als Bester Schauspieler in einem Actionfilm (Chris Hemsworth)[11]

People’s Choice Award 2020
- Auszeichnung als Bester Schauspieler in einem Actionfilm (Chris Hemsworth)
- Nominierung als Film des Jahres
- Nominierung als Actionfilm des Jahres
- Nominierung als Bester Schauspieler (Chris Hemsworth)[12]

VES Awards 2021
- Nominierung für die Besten unterstützenden visuellen Effekte in einem Realfilm[13]

## Fortsetzung
Die Fortsetzung Tyler Rake: Extraction 2 wurde am 16. Juni 2023 ins Programm von Netflix aufgenommen. Neben Hauptdarsteller Chris Hemsworth kehrte auch Regisseur Sam Hargrave zurück, ebenso Darstellerin Golshifteh Farahani. Das Drehbuch stammte erneut von Joe Russo.